# قائمة بطولات نادي الزمالك
تَعرض قائمة بطولات نادي الزمالك جميع بطولات وإنجازات نادي الزمالك منذ تأسيسه في 5 يناير 1911، وحتي الآن. تأسس النادي باسم نادى القاهرة الرياضي الدولي "الزمالك" أو النادي المختلط. نادي الزمالك هو نادٍ رياضي مصري احترافي، يلعب في الدوري المصري، وهو واحد من سبعة أندية لم تهبط إلى دوري الدرجة الثانية. وهو أول نادي مصري يفوز بلقب على الإطلاق، حيث أنه أول فريق مصري يفوز بكأس السلطان حسين في عام 1921، وأول فريق يفوز بكأس مصر في عام 1922، وأول فريق يفوز بدوري منطقة القاهرة في موسم 1922–23. 
ويعتبر نادي الزمالك هو الأكثر تتويجًا بالبطولات القارية في القرن العشرين ب 9 بطولات بفارق بطولتين عن غريمه التقليدي الأهلي المصري صاحب السبع بطولات. كما يُعد ثانى أكثر الأندية نجاحًا في تاريخ كرة القدم المصرية من حيث عدد البطولات المحلية، فقد فاز بأربعة عشر لقبًا دوريًا، وتسعة وعشرين لقبًا في كأس مصر وأربعة ألقاب في كأس السوبر وأربعة عشر لقبًا في دوري منطقة القاهرة ولقبين في كأس السلطان حسين ومرة واحدة لكل من كأس أكتوبر وكأس الصداقة المصرية وكأس الاتحاد المصري التنشيطية.
نادي الزمالك هو من أنجح الأندية في تاريخ كرة القدم الأفريقية على صعيد البطولات القارية، إذ حقّق خمسة عشر لقبًا قاريًّا أفريقيًّا بفوزه ببطولة دوري أبطال أفريقيا خمس مرات، وخمسة مرات بكأس السوبر الأفريقي، ومرتان بكأس الكونفيدرالية الأفريقية، ومرة واحدة بكأس الكؤوس الأفريقية، إضافة لحصوله على بطولة الكأس الأفروآسيوية مرتين. على المستوى العربي حصل على كأس العرب للأندية الأبطال مرة واحدة وكأس السوبر المصري السعودي مرتين. يُعد فريق كرة القدم بنادي الزمالك الأكثر فوزًا بدوري أبطال أفريقيا في القرن العشرين، والأكثر فوزًا بالبطولات القارية في القرن العشرين برصيد 9 بطولات. كما أحرز فريق كرة القدم بالزمالك لقب أفضل نادٍ في العالم وفق الاتحاد الدولي لتاريخ وإحصاءات كرة القدم (بالإنجليزية: IFFHS) وذلك في فبراير 2003.
تشمل القائمة جميع إنجازات نادي الزمالك على مدار تاريخه وبمختلف مسميات النادي من نادي المختلط (1913–1941) إلى نادي فاروق الأول (1941–1952) حيث كان يُعرف قبل ثورة 23 يوليو، وحتى اسمهِ الحالي الذي غُيّر إليه بعد قيام الثورة.

## الملخص
| بطولات نادي الزمالك |        |     |            |              |             |            |             |             |              |                   |                     |                      |                    |           |                           |
| البطولة             | الدوري | كأس | كأس السوبر | دوري القاهرة | كأس السلطان | كأس أكتوبر | كأس الصداقة | كأس الاتحاد | دوري الأبطال | كأس الكونفيدرالية | كأس السوبر الأفريقي | كأس الكؤوس الأفريقية | الكأس الأفروآسيوية | كأس العرب | كأس السوبر المصري السعودي |
| عدد البطولات        | 14     | 29  | 4          | 14           | 2           | 1          | 1           | 1           | 5            | 2                 | 5                   | 1                    | 2                  | 1         | 2                         |

## القائمة
مفاتيح
|  | رقم قياسي            |
|  | الحصول علي 10 بطولات |

### البطولات المحلية
| البطولة                      | الكأس أو الشعار | عدد المرات | الموسم | المصادر       | ملاحظات |
| ---------------------------- | --------------- | ---------- | --- | ------------- | ------- |
| الدوري المصري الممتاز        |                 | 14 مرة     | 1959–60، 1963–64، 1964–65، 1977–78، 1983–84، 1987–88، 1991–92، 1992–93، 2000–01، 2002–03، 2003–04، 2014–15، 2020–21 ، 2021–22 | [ 12 ] [ 13 ] |         |
| كأس مصر                      |                 | 29 مرة     | 1921–22، 1931–32، 1934–35، 1937–38، 1940–41، 1942–43، 1943–44، 1951–52، 1954–55، 1956–57، 1957–58، 1958–59، 1959–60، 1961–62، 1974–75، 1976–77، 1978–79، 1987–88، 1998–99، 2001–02، 2007–08، 2012–13، 2013–14، 2014–15، 2015–16، 2017–18، 2018–19 ، 2020–21، 2024–25 | [ 14 ] [ 15 ] | [ م 3 ] |
| كأس السوبر المصري            |                 | 4 مرات     | 2001، 2002، 2016، 2020 | [ 16 ] [ 17 ] | [ م 4 ] |
| دوري منطقة القاهرة           |                 | 14 مرة     | 1922–23، 1928–29، 1929–30، 1931–32، 1933–34، 1939–40، 1940–41، 1943–44، 1944–45، 1946–47، 1948–49، 1950–51، 1951–52، 1952–53 | [ 13 ] [ 18 ] | [ م 6 ] |
| كأس السلطان حسين             |                 | مرتان      | 1921، 1922 | [ 19 ] [ 20 ] | [ م 7 ] |
| كأس أكتوبر                   |                 | مرة        | 1974 | [ 21 ] [ 22 ] |         |
| كأس الصداقة المصرية          |                 | مرة        | 1986 | [ 23 ] [ 24 ] |         |
| كأس الاتحاد المصري التنشيطية |                 | مرة        | 1995 | [ 24 ] [ 25 ] |         |

ملاحظات:
1. ↑  الزمالك بطل كأس مصر 1942- 43 مناصفة مع الأهلي.
2. ↑  الزمالك بطل كأس مصر 1957-58 مناصفة مع الأهلي.
3. ↑  الزمالك أول بطل لكأس مصر.
4. ↑  الزمالك أول بطل لكأس السوبر المصري.
5. ↑  طبقًا لبعض المصادر، نادي الأهلي حصل علي البطولة بعد لعب مباراة فاصلة، ولكن لا يوجد مصادر لهذة المباراة إنها لعبت.
6. ↑  الزمالك أول بطل لدوري منطقة القاهرة.
7. ↑  الزمالك أول بطل مصري لكأس السلطان حسين.

### البطولات الأفريقية
| البطولة                          | الكأس أو الشعار | عدد المرات | الموسم                       | المصادر       | ملاحظات |
| -------------------------------- | --------------- | ---------- | ---------------------------- | ------------- | ------- |
| دوري أبطال أفريقيا               |                 | 5 مرات     | 1984، 1986، 1993، 1996، 2002 | [ 26 ] [ 27 ] |         |
| كأس الكونفيدرالية الأفريقية      |                 | مرتين      | 2018–19، 2023–24             | [ 28 ] [ 29 ] |         |
| كأس السوبر الأفريقي              |                 | 5 مرات     | 1994، 1997، 2003، 2020، 2024 | [ 30 ] [ 31 ] | [ و 1 ] |
| كأس أفريقيا للأندية أبطال الكؤوس |                 | مرة واحدة  | 2000                         | [ 32 ] [ 33 ] |         |
| الكأس الأفروآسيوية للأندية       |                 | مرتين      | 1987، 1997                   | [ 34 ] [ 35 ] | [ و 2 ] |

ملاحظات:
1. ↑  الزمالك أول بطل مصري لكأس السوبر الأفريقي.
2. ↑  الزمالك أول بطل مصري لكأس الأفروآسيوية.

### البطولات العربية
| البطولة                   | الكأس أو الشعار | عدد المرات | الموسم     | المصادر       | ملاحظات |
| ------------------------- | --------------- | ---------- | ---------- | ------------- | ------- |
| كأس العرب للأندية الأبطال |                 | مرة واحدة  | 2003       | [ 36 ] [ 37 ] |         |
| كأس السوبر المصري السعودي |                 | مرتين      | 2003، 2018 | [ 38 ] [ 39 ] | [ ه 1 ] |

ملاحظة:
1. ↑  نادي الزمالك أول بطل مصري لكأس السوبر المصري السعودي.

### البطولات الأخري
| البطولة                     | عدد المرات | الموسم                 | المصادر       |
| --------------------------- | ---------- | ---------------------- | ------------- |
| كأس بولانكي للتحدي          | مرة واحدة  | 1913                   | [ 40 ] [ 41 ] |
| كأس الملك فؤاد              | 3 مرات     | 1925، 1934، 1941       | [ 42 ]        |
| كأس دورة الأردن الدولية     | مرتين      | 1986، 1987             | [ 43 ]        |
| كأس الاستقلال               | مرتين      | 1987، 1988             | [ 44 ]        |
| كأس دورة الإسكندرية الصيفية | 3 مرات     | 1982، 1984، 2004       | [ 43 ]        |
| دوري منطقة الجيزة           | مرة واحدة  | 1964                   | [ 43 ]        |
| كأس السداد                  | مرة واحدة  | 1986                   | [ 43 ]        |
| كأس دورة المحبة             | مرة واحدة  | 1999                   | [ 43 ]        |
| بطولة التليفزيون المصرى     | 4 مرات     | 1971، 1982، 1984، 1996 | [ 43 ]        |
| دورة الصداقة الدولية        | مرتين      | 1970، 1988             | [ 43 ]        |
| بطولة دبي للتحدي            | مرة واحدة  | 2024                   | [ 45 ]        |

## ثنائية وثلاثية ورباعية

### ثنائية
| البطولات                                        | عدد المرات | عام                    |
| ----------------------------------------------- | ---------- | ---------------------- |
| كأس مصر وكأس السلطان حسين                       | مرة واحدة  | 1922                   |
| كأس مصر ودوري منطقة القاهرة                     | 4 مرات     | 1932، 1941، 1944، 1952 |
| الدوري المصري الممتاز وكأس مصر                  | 3 مرات     | 1960، 2015، 2021       |
| دوري أبطال أفريقيا والدوري المصري الممتاز       | مرتين      | 1984، 1993             |
| كأس السوبر الأفريقي والكأس الأفروآسيوية للأندية | مرة واحدة  | 1997                   |
| كأس مصر وكأس السوبر المصري السعودي              | مرة واحدة  | 2018                   |
| كأس السوبر الأفريقي وكأس السوبر المصري          | مرة واحدة  | 2020                   |

### ثلاثية
| البطولات                                                   | عدد المرات | عام  |
| ---------------------------------------------------------- | ---------- | ---- |
| الدوري المصري الممتاز وكأس مصر والكأس الأفروآسيوية للأندية | مرة واحدة  | 1988 |
| كأس السوبر الأفريقي وكأس مصر وكأس السوبر المصري            | مرة واحدة  | 2002 |

### رباعية
| البطولات                                                                                       | عدد المرات | عام  |
| ---------------------------------------------------------------------------------------------- | ---------- | ---- |
| الدوري المصري الممتاز وكأس السوبر المصري وكأس العرب للأندية الأبطال وكأس السوبر المصري السعودي | مرة واحدة  | 2003 |

## أهم بطولات النادي حسب الفترة الزمنية
| بطولات نادي الزمالك |        |     |            |              |             |            |              |                   |                     |                      |                    |           |                           |
| البطولة             | الدوري | كأس | كأس السوبر | دوري القاهرة | كأس السلطان | كأس أكتوبر | دوري الأبطال | كأس الكونفيدرالية | كأس السوبر الأفريقي | كأس الكؤوس الأفريقية | الكأس الأفروآسيوية | كأس العرب | كأس السوبر المصري السعودي |
| 1920–1929           |        | 1   |            | 2            | 2           |            |              |                   |                     |                      |                    |           |                           |
| 1930–1939           |        | 3   |            | 3            |             |            |              |                   |                     |                      |                    |           |                           |
| 1940–1949           |        | 3   |            | 6            |             |            |              |                   |                     |                      |                    |           |                           |
| 1950–1959           |        | 5   |            | 3            |             |            |              |                   |                     |                      |                    |           |                           |
| 1960–1969           | 3      | 2   |            |              |             |            |              |                   |                     |                      |                    |           |                           |
| 1970–1979           | 3      | 3   |            |              |             | 1          |              |                   |                     |                      |                    |           |                           |
| 1980–1989           | 1      | 1   |            |              |             |            | 2            |                   |                     |                      | 1                  |           |                           |
| 1990–1999           | 1      | 1   |            |              |             |            | 2            |                   | 2                   |                      | 1                  |           |                           |
| 2000–2009           | 3      | 2   | 2          |              |             |            | 1            |                   | 1                   | 1                    |                    | 1         | 1                         |
| 2010–2019           | 1      | 6   | 1          |              |             |            |              | 1                 |                     |                      |                    |           | 1                         |
| 2020–               | 2      | 2   | 1          |              |             |            |              | 1                 | 2                   |                      |                    |           |                           |